# Paul Rodgers
Paul Rodgers (Middlesbrough, 17 december 1949) is een Britse zanger, bekend van bands zoals Free, Bad Company, The Firm en van Queen + Paul Rodgers. Sinds oktober 2011 heeft Rodgers ook de Canadese nationaliteit.

## Biografie
In 1968 maakte hij zijn debuut als zanger/songwriter van de band Free. Twee jaar later brak deze band door met de hit All Right Now. Verder werd het nummer Wishing Well van Free ook nog een hit.
Na het succes van Free kwam Rodgers in een nog succesvollere band terecht. Met deze band, genaamd Bad Company, had Rodgers van 1973 tot en met 1982 een aantal grote successen met hits als Can't Get Enough, Feel Like Makin' Love en Seagull. In 1982 besloot Rodgers echter meer tijd aan zijn familie te besteden en verliet de band.
In 1984 keerde Rodgers terug met het soloalbum Cut Loose. Kort na dat album besloot hij samen met zijn goede vriend en oud-Led Zeppelin-lid Jimmy Page The Firm op te richten. Met The Firm maakte hij twee albums en deed hij twee tournees. Hij heeft hierna nog een aantal korte samenwerkingen gehad (onder andere The Law met Kenney Jones) en heeft enkele solotournees gedaan.
In 1999 vond de reünie van de originele bezetting van Bad Company met Rodgers op zang plaats. Deze reünie was echter van korte duur. Bad Company ging echter verder met Rodgers en Simon Kirke, maar zonder de originele leden Mick Ralphs en Boz Burrell. Rodgers kwam pas echt weer in de publiciteit toen eind 2004 bekendgemaakt werd dat hij in 2005 en 2006 op tournee zou gaan met Queen. De registratie van het concert in Sheffield werd uitgebracht als dubbel-cd en dvd onder de naam Return of the Champions.
Eind 2006 ging Rodgers samen met Queen gitarist Brian May en Queen drummer Roger Taylor de studio in om te werken aan nieuw materiaal voor een nieuw album. Dit leidde in 2008 tot de release van het album 'The Cosmos Rocks'.  In 2006 heeft Rodgers een succesvolle tournee in Engeland en Schotland gedaan, en een registratie van het laatste optreden van die tournee (in Glasgow) verscheen in april 2007 op cd en dvd met als titel Live in Glasgow.
In mei 2009 kwam er een einde aan de samenwerking met Queen en wordt bekend dat er een reünietournee van Bad Company komt.

## Discografie

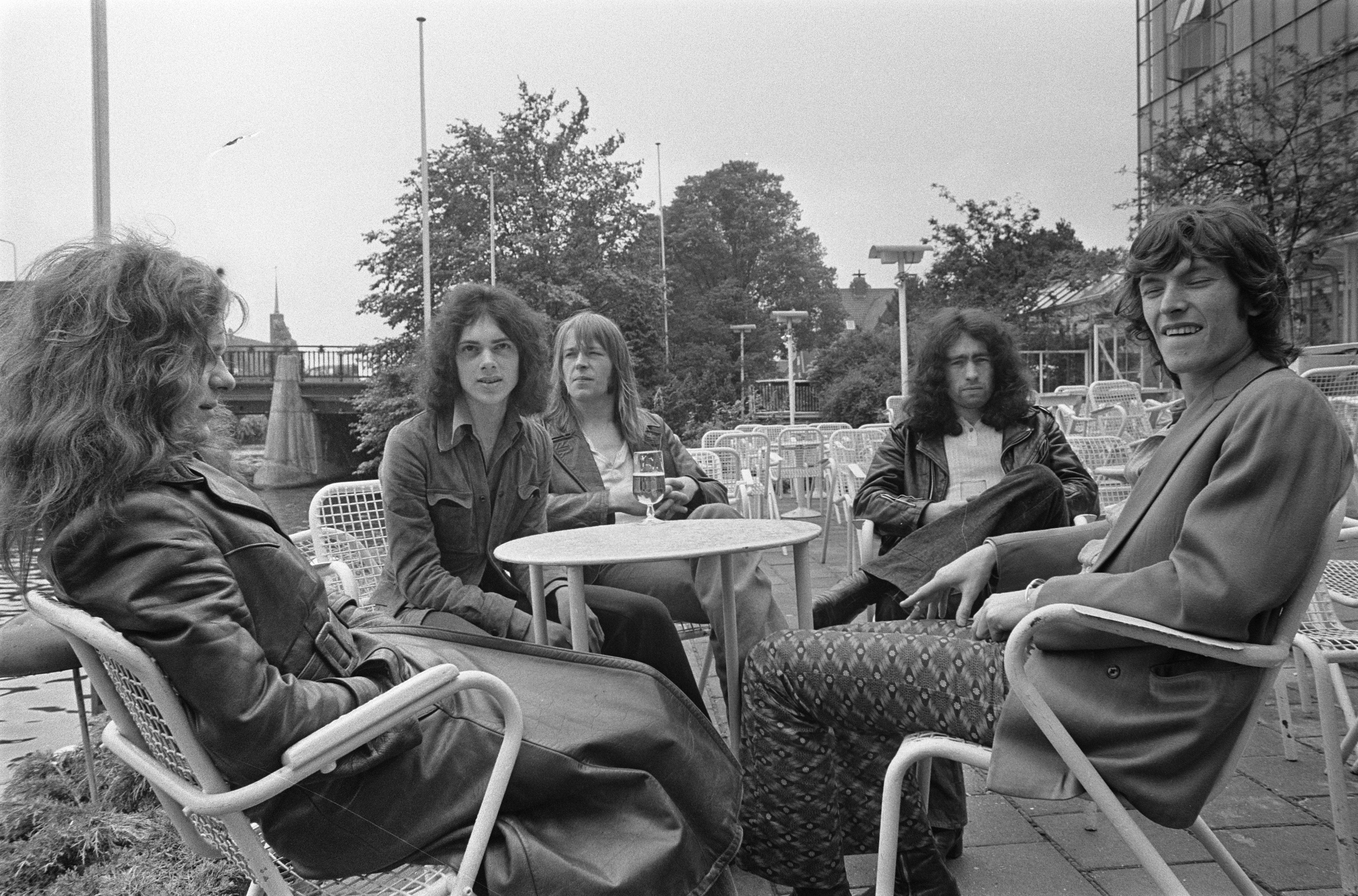
Free (Amsterdam, 1970). Paul Kossoff, Andy Fraser, Simon Kirke, Paul Rodgers & Steve Winwood

### Albums
| Album met eventuele hitnotering(en) in de Nederlandse Album Top 100 | Datum van verschijnen | Datum van binnenkomst | Hoogste positie | Aantal weken | Opmerkingen              |
| ------------------------------------------------------------------- | --------------------- | --------------------- | --------------- | ------------ | ------------------------ |
| Cut Loose                                                           | 1984                  | -                     |                 |              |                          |
| Muddy Water Blues: A Tribute to Muddy Waters                        | 1993                  | 22-05-1993            | 50              | 7            |                          |
| The Hendrix Set (Live)                                              | 1993                  | -                     |                 |              |                          |
| Live: The Loreley Tapes                                             | 1996                  | -                     |                 |              |                          |
| Now                                                                 | 1997                  | -                     |                 |              | gelimiteerde 2 cd-editie |
| Now & Live                                                          | 1997                  | -                     |                 |              |                          |
| Electric                                                            | 1999                  | -                     |                 |              |                          |
| Return of the Champions                                             | 2005                  | 24-09-2005            | 19              | 7            | met Queen                |
| Live in Glasgow                                                     | 2007                  | -                     |                 |              |                          |
| The Cosmos Rocks                                                    | 2008                  | 20-09-2008            | 8               | 7            | met Queen                |
| Live in Ukraine                                                     | 12-06-2009            | 20-06-2009            | 49              | 2            | met Queen / livealbum    |
| Live at Hammersmith Apollo 09                                       | 2010                  |                       |                 |              | Livealbum                |
| The Royal Sessions                                                  | 04-02-2014            | -                     |                 |              |                          |

| Album met hitnotering(en) in de Vlaamse Ultratop 200 albums | Datum van verschijnen | Datum van binnenkomst | Hoogste positie | Aantal weken | Opmerkingen           |
| ----------------------------------------------------------- | --------------------- | --------------------- | --------------- | ------------ | --------------------- |
| Return of the Champions                                     | 2005                  | 01-10-2005            | 52              | 5            | met Queen / livealbum |
| The Cosmos Rocks                                            | 2008                  | 20-09-2008            | 18              | 8            | met Queen             |
| Live in Ukraine                                             | 2009                  | 27-06-2009            | 78              | 1            | met Queen / livealbum |
| The Royal Sessions                                          | 04-02-2014            | 08-02-2014            | 139             | 3            |                       |

### Singles
| Single met eventuele hitnotering(en) in de Nederlandse Top 40 | Datum van verschijnen | Datum van binnenkomst | Hoogste positie | Aantal weken | Opmerkingen |
| ------------------------------------------------------------- | --------------------- | --------------------- | --------------- | ------------ | ----------- |
| Reaching Out / Tie Your Mother Down                           |                       | 17-09-2005            | 33              | 3            | met Queen   |
| Say It's Not True                                             | 31-12-2007            | 26-01-2008            | 34              | 3            | met Queen   |
| C-lebrity                                                     | 08-09-2008            |                       |                 |              | met Queen   |

### Dvd's
| Dvd's met hitnoteringen in de Nederlandse DVD Music Top 30 | Datum van verschijnen | Datum van binnenkomst | Hoogste positie | Aantal weken | Opmerkingen |
| ---------------------------------------------------------- | --------------------- | --------------------- | --------------- | ------------ | ----------- |
| Return of the champions - Live in Sheffield                | 2005                  | 12-11-2005            | 2               | 18           | met Queen   |
| Live in Glasgow                                            | 2007                  | 09-06-2007            | 13              | 5            |             |
| Live in Ukraine                                            | 2009                  | 20-06-2009            | 12              | 8            | met Queen   |

| Dvd's met hitnoteringen in de Vlaamse Muziek-DVD Ultratop 10/20 | Datum van verschijnen | Datum van binnenkomst | Hoogste positie | Aantal weken | Opmerkingen |
| --------------------------------------------------------------- | --------------------- | --------------------- | --------------- | ------------ | ----------- |
| Return of the champions - Live in Sheffield                     | 2005                  | 12-11-2005            | 7               | 1            |             |

### Dvd
- 2007 - Live in Glasgow

- Biblioteca Nacional de España: XX1092224
- Bibliothèque nationale de France: cb14039653r (data)
- Gemeinsame Normdatei: 134499891
- International Standard Name Identifier: 0000 0001 1443 2662
- Library of Congress Control Number: n91096794
- MusicBrainz: 723f72bc-b000-42cb-a20d-9f43fee17456
- Nationale Bibliotheek van Tsjechië: xx0023969
- Nationale Bibliotheek van Israël: 987007397305005171
- Nationale Bibliotheek van Polen: a0000002366932
- Système universitaire de documentation: 080852475
- Virtual International Authority File: 46961787
- WorldCat: E39PBJpygY8CRTpbC6JQrkdCwC

1. ↑  Queen en Paul Rodgers uit elkaar, Nu.nl, 14 mei 2009